# عادل مهودر راضي
عادل مهودر راضي ماهود المالكي هو مهندس وسياسي عراقي، وهو من أتباع التيار الصدري، ولد في محافظة ميسان عام 1970، ويحمل شهادة بكالوريوس في الكهرباء من جامعة البصرة.
كان محافظا لميسان بين عامي 2005-2009. وفي تموز 2008، اعتقلته القوات العراقية ضمن عملية بشائر السلام ضد المليشيات المسلحة التي بدأت 19 حزيران 2008.
شغل بعدها منصب وزير البلديات والأشغال العامة في حكومة المالكي الثانية بين عامي 2011-2014.
بعدها شغل عضوية مجلس النواب العراقي في دورته الثالثة بين عامي 2014-2018، وقد حصل على أعلى الأصوات في المرشحين عن محافظة ميسان في الانتخابات.
في نيسان 2019، أصدر رئيس الوزراء العراقي عادل عبد المهدي أمرا بتعيينه نائبا لرئيس مجلس إعمار البصرة.